# 日本海総合病院
日本海総合病院（にほんかいそうごうびょういん、英語: Nihonkai General Hospital）は、山形県酒田市あきほ町にある病院。地方独立行政法人山形県・酒田市病院機構が運営する。
山形県災害拠点病院やがん診療連携拠点病院などに指定されており、庄内地方の中核病院として高度医療を担っている。

## 概要
庄内地方では、従来、市立酒田病院と鶴岡市立荘内病院が地域における中核的医療機関の役目を負ってきたが、三次医療機関が無かったため、住民や自治体から県に対し県立病院の設置を望む声が多数寄せられていた。こうした声を踏まえ県は、総工費約170億円を投じ酒田市南東部のあきほ町に「山形県立日本海病院」を建設。1993年6月18日に開院した。
2008年4月1日、地方独立行政法人「山形県・酒田市病院機構」が設立され、県立日本海病院と市立酒田病院は統合再編によって「日本海総合病院」（北緯38度53分25.8秒 東経139度51分15.2秒 / 北緯38.890500度 東経139.854222度）と「日本海総合病院酒田医療センター」（北緯38度54分15.7秒 東経139度50分23.9秒 / 北緯38.904361度 東経139.839972度）となった。

## 統合再編
県立日本海病院は開院したものの、救急医療特化型ではなく、総合病院として設置された。このため急性期医療を中心とする市立酒田病院と機能と診察が重複していたほか、国の指導方針等によって、救命救急センターは人口100万人に1箇所とされていたことから救急医療レベルが2.5次に留まり鶴岡市を中心とする南庄内地域の三次救急まで十分にカバーできずにいた。また病院建設等に伴う減価償却費や起債償還もあり、開院以来赤字がかさみ、2006年度末には累積欠損金を約109億円抱え、さらに約24億5千万円の不良債務も発生するような状況に追い込まれていた。
他方、市立酒田病院は県立日本海病院の開院によって患者数が激減し、経営難に追い込まれたが、当時の院長に拠る経営改革が功を奏し、2001年度以降、経営は黒字に復した。しかし、建築後40年が経過し老朽化が目立っていた病院の改築が俎上に載っていた。酒田市は市民から市立酒田病院の改築を望む声が多数寄せられていたことに沿って、新病院建設プランを盛り込んだ「市立酒田病院第二次マスタープラン」を策定した。だが、地元医師会や県の救急医療体制等に関する検討会（庄内部会）では、第二次マスタープラン通り病院が改築されれば医師不足や県立日本海病院との共倒れとなるとの指摘が出された。指摘を受け酒田市は、外部有識者による「市立酒田病院改築委員会」を設置。委員会は重複する診療科を持つ2つの病院が競合しているため、統合再編が望ましい。との見解を主眼とする報告書を酒田市に提出した。
2005年12月、委員会報告を受け酒田市は県に対して県立日本海病院と市立酒田病院の統合再編を申し入れ、協議が開始された。その後、酒田市長と県知事をトップとする山形県・酒田市病院統合統合再編協議会が設置され、再編される病院には庄内二次保険医療圏および最上二次保険医療圏の一部をカバーする救命救急センターを新たに整備するなどの方針を盛り込んだ「山形県・酒田市病院統合再編整備基本構想」を策定した。また2007年7月、同協議会において経営の自立性と責任体制の明確化が不可欠であることから経営形態を「一般地方独立行政法人」とすることが決定された。
山形県議会や酒田市議会の議決のほか、総務大臣の認可等の手続を経て、2008年4月1日、「地方独立行政法人山形県・酒田市病院機構」が発足。山形県立日本海病院は「日本海総合病院」、市立酒田病院は「日本海総合病院酒田医療センター」となった。なお、これらの新名称は一般公募によって選ばれた。
2011年4月、日本海総合病院敷地内に増築した地上4階建ての建物において救命救急センターは稼働を開始した。また新しい診察体制のスタートにあわせコンビニエンスストアやコーヒーショップも導入したほか、24時間対応の院内保育所や駐車場も拡張するなどした。

### 想定患者数
日本海総合病院の完了期（2011年4月以降）の年間入院患者数は、県立日本海病院時代の2006年（平成18年）度比で29.7％増の21万1900人を想定している。年間外来患者数は同じく2006年度と比較して51.8％増の34万3000人と想定した。日本海総合病院においては、発症後まもない患者に対する急性期医療や高度医療、および救急医療などを担当する。完了期のベッド数は県立病院時代よりも120床増やし648床にし、25の診療科を22診療科に再編する計画した。
酒田医療センターでは、急性期医療をすでに受けた回復期、亜急性期医療を担う。こちらの完了期の年間入院患者数は、市立酒田病院時代の平成18年度比で64.7％減の3万9500人を想定している。年間外来患者数は2006年度比で82.2％減の3万6800人と想定している。完了期のベッド数は110床程度とした。（市立時代は400床）内科とリハビリテーション科を設ける計画。

### 増築・改築

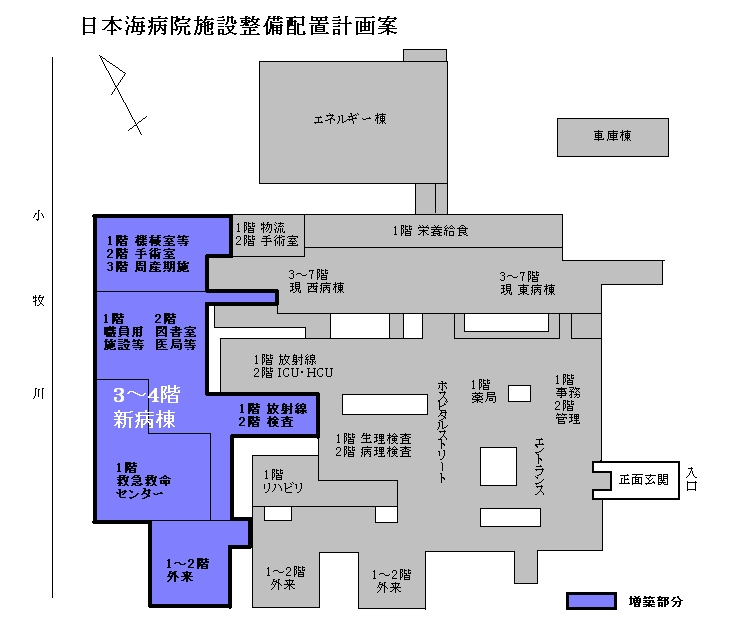
参考資料 日本海総合病院施設整備配置計画案

増築や改築などの施設整備の面で、日本海総合病院においては現在の県立日本海病院西側に地上4階建ての建物を増築し、1階に新設の救命救急センターを、2階に手術室、3・4階には病室を整備した。工期は2008年度 - 2010年度。
酒田医療センターにおいては、現行の東棟を改修して利用される。1階に外来診察室や処置室を置き、2階にリハビリテーション室などを整備した。工期は2010年度 - 2012年度。

## 診療科
| - 内科 - 循環器内科 - 消化器内科 - 内視鏡内科 - 精神科 | - 神経内科 - 小児科 - 緩和ケア内科 - 外科 - 乳腺外科 | - 小児外科 - 心臓血管外科 - 呼吸器外科 - 脳神経外科 - 整形外科 - 形成外科 | - リハビリテーション科 - 皮膚科 - 産婦人科 - 泌尿器科 - 眼科 | - 耳鼻咽喉科 - 放射線科 - 歯科口腔外科 - 麻酔科 - 救急科 - 病理診断科 |

## 指定医療
- 救急告示病院
- 災害拠点病院
- 臨床研修指定病院 （管理型・協力型）
- へき地医療拠点病院
- エイズ治療拠点病院
- 第二種感染症指定医療機関
- 地域がん診療連携拠点病院
- 地域医療支援病院
- 救命救急センター
- 認知症疾患医療センター（地域型）

## 診察・受付時間
- 外来診察日 - 月曜日 - 金曜日
- 外来診察時間 - 午前8時30分 - 午後5時15分
- 新来受付時間 - 午前8時30分 - 午前11時
  - 日曜、祝日、年末年始は休診。
  - 救急外来で来る患者は曜日に関係なく24時間診察受付。

## 沿革
- 1979年5月8日 - 庄内地方自治懇談会（鶴岡市）で知事に陳情。
- 1986年3月3日 - 庄内地域県立病院基本計画案（概要）作成。
- 1988年
  - 2月22日 - 地権者と土地売買契約締結完了。
  - 6月23日 - 病院本館設計（基本設計・実施設計）委託。
- 1990年
  - 7月24日 - 医療法に基づく病院開設許可。
  - 11月19日 - 県立日本海病院起工式。
- 1992年4月1日 - 日本海病院開設準備室設置。
- 1993年
  - 4月1日 - 山形県立日本海病院開設。
  - 5月18日 - 病院開設届。
  - 6月1日 - 保険医療機関指定。
  - 6月 - 労災保険指定病院指定。
  - 6月18日 - 山形県立の5番目の病院として開院（病床数207・4病棟・集中治療室ICU・12診療科） 内科・小児科・外科・整形外科・脳神経外科・泌尿器科・産婦人科・眼科・耳鼻咽喉科・理学診療科・放射線科・麻酔科。
  - 10月1日 - 救急病院告示指定。
- 1994年4月1日 - 107床増床（合計314床、運用開始：5月1日） 神経内科・皮膚科増科（合計14診療科）。
- 1995年
  - 4月1日 - 99床増床（合計413床、運用開始：7月1日） 歯科開設。
  - 4月5日 - 歯科保険医療機関指定。
  - 4月10日 - 院内保育所開設。
- 1996年4月1日 - 115床増床（合計528床、運用開始5月1日） 診療部分割、教育研修部新設、職員定数594名。精神科・形成外科開設（合計17診療科）。
- 1997年
  - 4月1日 - 副院長2名体制（職員定数595名）。
  - 11月4日 - 山形県災害拠点病院（地域災害医療センター）指定。
- 1998年4月1日 - 心療内科・心臓血管外科・歯科口腔外科開設（合計20診療科）。
- 1999年
  - 1月1日 - 循環器科開設（合計21診療科）。
  - 4月1日 - 臨床研修指定病院に指定、副院長3名体制。
  - 5月1日 - 前期研修医採用（新規）。
  - 10月1日 - 病院ボランティア開始。
- 2000年
  - 4月1日 - 検査部、放射線部新設。
  - 4月20日 - 院外処方一部試行（初診のみ）。
  - 6月1日 - 院外処方全面開始。
- 2001年
  - 7月1日 - 海外技術研修員受入（中国）。
  - 3月19日 - 病院機能評価委員会発足。
  - 4月1日 - 消化器科、呼吸器外科、肛門科、気管食道科開設（合計25診療科）。
  - 5月1日 - 後期研修医採用（新規）。
- 2002年4月1日 - 「地域医療連絡窓口」開設。
- 2003年
  - 4月1日 - 「地域医療室」開設。第二類感染症室（2室4床）設置。
  - 5月19日 - （財）日本医療機能評価機構認定病院（一般病院種別B) 。
- 2004年
  - 4月1日 - 医療情報部新設。
  - 8月2日 - 診療所インターネット予約開始。
  - 12月1日 - へき地医療拠点病院指定。
- 2005年4月1日 - 救急部、輸血・感染対策部、診療機材部新設。
- 2006年8月24日 - 地域がん診療連携拠点病院に指定。
- 2007年
  - 1月15日 - がん相談支援センター開設。禁煙外来開設。セカンドオピニオン外来開設。乳腺外来開設。
  - 3月1日 - 総合医療情報システム（電子カルテ）稼働。
  - 4月1日 - 救急外来の独立。副院長4人体制。患者安全対策部新設。
- 2008年4月1日 - 地方独立行政法人山形県・酒田市病院機構日本海総合病院に再編。
- 2011年4月 - 救命救急センター、認知症疾患医療センターを開設。

## 交通アクセス
- 酒田駅前バス乗り場から、酒田市るんるんバスで約41分（市内循環左回りの場合）
- 酒田駅前バス乗り場から、庄内交通バスで約28分（酒田市内廻り Aコースの場合）
  - これ以外にも複数の路線が日本海病院に乗り入れている。
- JR酒田駅より車で約15分。

### シャトルバスの運行
統合再編によってふたつの病院間で診療科目が分断された。病院には自動車などの交通手段を持ち合わせない高齢者の患者も多く、また同じ日に複数の科目にまたがって診察を受けている患者も少なくない。そのため両病院間の緊密な足の確保は不可欠である。同じ日に両病院をまたがって通院する患者を対象に、2008年（平成20年）4月から日本海総合病院と酒田医療センターを往復する直通シャトルバス（10人乗り、車椅子1台乗車可能）を運行する予定である。これ以外にも「酒田市福祉乗合バス るんるんバス」などの公共交通機関でも移動は可能である。ただしこれは直通ではなく、運行間隔も粗く本数も限られているため時間をよく確認してから乗る必要がある。
＊以下、右にある[表示]をクリックすると運行時刻表が一覧表示される。